# Airbus A330neo
|  | Ovaj članak sadrži podatke o planiranom zrakoplovu ili zrakoplovu u izgradnji. Može sadržavati informacije iz projekta i nagađanja, koje možda neće odgovarati završnom proizvodu. |

Airbus A330neo je širokotrupni putnički avion koji je razvila kompanija Airbus. Radi se o novoj generaciji postojećeg Airbusa A330, a "neo" u nazivu označava "New Engine Option". Osim novih motora ovaj avion će ima druga poboljšanja poput novih završetaka krila (winglet), veći raspon krila(64 metra) i nove nosače motora. Jedini motor koji je ugrađen je Rolls-Royce Trent 7000.
Airbus tvrdi da će ta poboljšanja smanjiti potrošnju goriva za 14% po sjedalu, čineći ga najekonomičnijim zrakoplovom srednjeg doleta na tržištu.
Avion je prvi let napravio 9. listopada 2017., a uveden je u uporabu 15. studenog 2018. s kompanijom TAP Air Portugal.

## Inačice
Airbus je A330neo ponudio u dvije inačice. A330-800neo (koji će direktno zamijeniti Airbus A330-200) i A330-900neo (koji će direktno zamijeniti Airbus A330-300). A330-800neo nudi prijevoz 252 putnika u uobičajenoj konfiguraciji s dvije klase (6 više od prethodnika), a A330-900neo nudi prijevoz 310 putnika u konfiguraciji s dvije klase (10 više od prethodnika). Obe izvedbe će imati nešto veći dolet od prethodnika.

## Narudžbe
| Datum narudžbe      | Država   | Kupac                 | Tip zrakoplova | Tip zrakoplova | Ukupno |
| Datum narudžbe      | Država   | Kupac                 | 800neo         | 900neo         | Ukupno |
| ------------------- | -------- | --------------------- | -------------- | -------------- | ------ |
| 19. studenoga 2014. | SAD      | Delta Air Lines       | 0              | 25             | 25     |
| 3. prosinca 2014.   | SAD      | CIT Group             | 0              | 15             | 15     |
| 15. prosinca 2014.  | Malezija | AirAsia X             | 0              | 55             | 55     |
| 18. prosinca 2014.  | SAD      | Hawaiian Airlines     | 6              | 0              | 6      |
| 23. prosinca 2014.  | Irska    | Avolon                | 0              | 15             | 15     |
| 24. prosinca 2014.  | Tajvan   | Transasia Airways     | 4              | 0              | 4      |
| 9. ožujka 2015.     | SAD      | Air Lease Corporation | 0              | 25             | 25     |
| Totals              | Totals   | Totals                | 10             | 135            | 145    |

Bilješke
1. ↑  Prvi kupac A330-900neo inačice.

## Specifikacije
|                              | A330-800neo                                                                         | A330-900neo                                                                         |
| ---------------------------- | ----------------------------------------------------------------------------------- | ----------------------------------------------------------------------------------- |
| Članova posade               | Dva                                                                                 | Dva                                                                                 |
| Kapacitet putnika            | 252 (2-klase)                                                                       | 310 (2-klase)                                                                       |
| Duljina                      | 58,82 m                                                                             | 63,69 m                                                                             |
| Raspon krila                 | 64 m                                                                                | 64 m                                                                                |
| Širina sjedišta              | 45,7 cm u tipičnoj ekonomskoj klasi ili 41,9 cm u ekonomskoj klasi povećane gustoće | 45,7 cm u tipičnoj ekonomskoj klasi ili 41,9 cm u ekonomskoj klasi povećane gustoće |
| Max. masa polijetanja (MTOW) | 242 t                                                                               | 242 t                                                                               |
| Max. masa slijetanja         | 186 t                                                                               | 191 t                                                                               |
| Maksimalna količina goriva   | 139.090 L                                                                           | 139.090 L                                                                           |
| Maksimalan dolet             | > 13.800 km                                                                         | > 11.500 km                                                                         |
| Motori (×2)                  | Rolls-Royce Trent 7000                                                              | Rolls-Royce Trent 7000                                                              |
| Potisak (×2)                 | Trent 7000 68.000 (300kN) lbf do 72.000 lbf (320kN)                                 | Trent 7000 68.000 (300kN) lbf do 72.000 lbf (320kN)                                 |